# Rob van der Loo
Rob van der Loo (* 25. června 1979, Venlo, Nizozemsko) je nizozemský baskytarista hudební skupiny Epica, se kterou vystupuje od roku 2012. Před tím, než se připojil k Epice, působil v kapelách jako například Delain nebo Sun Caged.
V devíti letech začal hrát na saxofon. Ten ho ovšem nebavil, a tak ve čtrnácti přešel na baskytaru. V roce 1999 se stal jedním ze zakládajících členů skupiny Sun Caged, kterou opustil v roce 2006. Během svého působení v Sun Caged začal studovat hru na basovou kytaru na nizozemské Rockakademii v Tilburgu. Po odchodu ze Sun Caged se připojil ke kapele Delain, kde strávil čtyři roky. V roce 2012 začal hrát v hudební skupině Epica.